# Wrzesina (gmina)
Wrzesina (początkowo przez krótki czas Szombark) – dawna gmina wiejska istniejąca w latach 1946–1954 w woj. olsztyńskim (dzisiejsze woj. warmińsko-mazurskie). Nazwa gminy pochodzi od wsi Wrzesina (początkowo Szombark), lecz siedzibą władz gminy było Jonkowo.
Gmina Szombark powstała po II wojnie światowej na terenie tzw. Ziem Odzyskanych. 28 czerwca 1946 roku jako jednostka administracyjna powiatu olsztyńskiego gmina weszła w skład nowo utworzonego woj. olsztyńskiego. Przed 1947 rokiem nazwę gminy zmieniono na Wrzesina. Według stanu z 1 lipca 1952 roku gmina była podzielona na 19 gromad: Bałąg, Gamerki Wielkie, Giedajty, Godki, Gutkowo, Jonkowo, Łomy, Mątki, Nowe Kawkowo, Polejki, Porbady, Pupki, Stare Kawkowo, Stękiny, Szaustry, Warkały, Węgajty, Wołowno i Wrzesina.
Gmina została zniesiona 29 września 1954 roku wraz z reformą wprowadzającą gromady w miejsce gmin. Jednostki nie przywrócono 1 stycznia 1973 roku po reaktywowaniu gmin.
Zobacz też: gmina Września